# Cine de vampiros en Francia
Aunque lo cierto es que la figura del vampiro en el cine remonta sus orígenes a Francia, desde las primeras producciones de George Méliès a finales del siglo XIX, e incluso contó con la destacada coproducción franco-alemana de Le étrange aventure de David Gray (La bruja vampiro) de Carl Theodor Dreyer (1932), el personaje del vampiro y sus leyendas no se prodigaron demasiado en la primera mitad del siglo XX en el país galo.
En la década de 1960, sobre todo a partir del éxito de las películas de la Hammer Productions, y como ocurre paralelamente en otros países, surge un renovado interés por el cine de terror, enfatizando el lado romántico y erótico, de forma osada para la época.
En 1960 aparece Et mourir de plaisir (Sangre y Rosas), realizada en coproducción con Italia y dirigida por Roger Vadim, que tomaba el relato de “Carmilla” de Sheridan Le Fanu para plantear un relato de fuerte componente erótico destacando aspectos sexuales transgresores como el lesbianismo, la necrofilia y el incesto. La historia transcurre en Italia, en las afueras de Roma, donde Leopoldo de Karnstein (Mel Ferrer) y su prima Carmilla celebran un baile de disfraces en un cementerio y la joven se acerca a la tumba de su antepasada Millarca, sobre la que pesa una maldición, y es poseída por el espíritu de su antepasada, iniciando el acoso y vampirización de su primo y otros personales.
Sin embargo, en esta nueva corriente cinematográfica es el director Jean Rollin, quien alcanza mayor popularidad en el cine francés, de forma paralela a Jesús Franco en España. Desde el principio hasta el fin de su carrera Jean Rollin no dejará de plasmar relatos vampíricos de corte erótico, recurriendo a menudo a actores aficionados. No se preocupa demasiado por la profundidad de los argumentos ni la dirección, dejando gran libertad a los actores. Lo que destaca en sus películas es la imagen exagerada que oscila entre el erotismo y el terror. Entre sus títulos más destacables destacan Le viol du vampire (La reina de las vampiras) (1967). El argumento gira en torno a cuatro hermanas que viven en su castillo y son violadas y asesinadas por los aldeanos y a las que luego resucita una reina vampira mediante la magia negra. La vampire nue (Desnuda entre las tumbas) (1969) revela una historia de sectas y juegos macabros para alimentar con sangre a la protagonista. Le frisson des vampires (El amanecer de los vampiros) (1970) constituye el principal éxito de este director. Un matrimonio llega a un castillo donde dos vampiros seducen a la esposa. Requiem pour un vampire (Réquiem por un vampiro) (1971) cuenta la historia de dos adolescentes que caen en poder de los vampiros que viven en un castillo. Lèvres de sang (1975), en principio cierra su filmografía, que con la conversión de Jean Rollin como director de culto se completaría con otros títulos posteriores como La morte vivante (La muerta viviente) (1982), Les deux orphelines vampires (Las dos huérfanas vampiras) (1997) o La fiancée de Dracula (La prometida de Drácula) (2002). Sin embargo, las últimas producciones difieren de sus primeras aportaciones.
Les lèvres rouges (Rojo en los labios, también conocida como Daughters of Darkness, Hijas de la Oscuridad) (1971) es una coproducción Francia-Bélgica-Alemania, que reincide en el tema del matrimonio que recala en un viejo hotel, donde irrumpe la condesa Báthory de tendencias lésbicas.
Sin la influencia de Jean Rollin, Tendre Dracula (El tierno Drácula) (1974), dirigida por Pierre Grunstein y con Peter Cushing en el papel del conde vampiro, aborda el vampirismo desde el género de la comedia fácil y salida de tono. Ocurre igual con Drácula padre e hijo (1976), otra narración cómica que se inicia en la Transilvania del siglo XVIII y termina en la Francia del presente. Relata los avatares del conde ante la paternidad, con un hijo que le hace dudar de las viejas tradiciones. El actor Christopher Lee encarnó –una vez más- al conde Drácula, en la que sería una de sus últimas caracterizaciones de este personaje.